# 納骨
納骨（のうこつ）は、人間やペットの遺骨を供養の対象として、お墓や合葬墓、納骨堂などの供養設備に納めること、およびその儀式を指す。

## 概要
遺族や葬祭業者、成年後見人等が、火葬や洗骨をして遺体からお骨にした、あるいは以前の墓所を改葬して取り出した遺骨を、契約した墓所や合葬墓、納骨堂等に持参し、所定の作法等に従って納める一連の宗教的行為をいう。
注意点
「墓地、埋葬等に関する法律」第14条により、納骨にはお骨のほか、火葬場から骨箱に同梱された埋葬許可証（火葬証明証）・分骨証明証、改葬の場合は市区町村からの改葬許可証が必要である。持参しなかった場合は、納骨作業が一旦停止となる。紛失した場合は火葬場から再発行してもらう必要がある。

### 納骨式
四十九日や葬儀・後火葬の直後に火葬場からそのまま墓地や納骨堂に来て、納骨をする際の儀式。
手順
葬儀当日以外の別日に行う場合、
1. 遺族内で日時の候補を2,3ヵ所決め、
2. 寺院に日程を確認して予約し、納骨の立ち会い・お経のお布施やお花やお線香、お供物など必要品を確認する
3. 遺族自身で墓所を開けて納骨しない場合は、墓所の出入りの石材店に納骨作業を依頼する
4. 当日、喪服を着て遺骨と埋葬許可証を持って現地に赴き、宗教者や石材店の指示の従って納骨を行う

お墓の屍櫃（かろうと）に納める場合、地域や家の慣習によって、骨壺のまま、麻袋に移す、骨壺から出して土に返す、の3種類がある。
なお、家としては初めての葬儀で、お墓の開眼供養が済んでいない場合は、納骨の直前に開眼供養法要を行う必要がある。
注意点
お寺の境内墓所にある墓地に納骨する場合、判例や墓地利用契約、墓地管理規則等により、異教徒であっても、そのお寺の宗派の儀式作法（典礼）に従って納骨の儀式を行わなければならない。

### 納骨式（本堂一日骨葬）
2020年代初めから、日本では葬祭場での葬儀に代わり、お墓や納骨堂のある寺院の本堂や会館にて、納骨の直前に、戒名・血脈の授与や引導を行って仏弟子にする本堂一日骨葬を納骨式と銘打って実施するケースが散見される。

## 納骨が可能な場所
「墓地、埋葬等に関する法律」第4条により、遺骨を納骨できる場所、施設は、市区町村長より許可を得た霊園、あるいは村落墓地（字墓地）、私有墓地内の墳墓（合葬墓含む）、または納骨堂のみとなる。自宅で安置する、海や宇宙に撒く（散骨）は納骨には該当しない。